# История Чунцина
Город Чунцин относительно молод, но городской администрации подчинена большая территория, на которой происходило немало исторических событий с глубокой древности.

## Доисторический период
В 1985 году на территории чунцинского уезда Ушань были обнаружены останки проточеловека, что позволяет утверждать, что эта территория была населена уже во времена палеолита.

## Первые государства
В древности на этой территории располагалось царство Ба, которое воевало с царством Шу. В 316 году до н. э. оба этих царства были завоёваны царством Цинь, которое в 314 году до н. э. включило эту территорию в состав новообразованного округа Ба (巴郡), административным центром которого стал Цзянчжоу (江州城). В эпоху Восточной Хань был построен город Бэйфу (北府城); также в это время получил известность Байдичэн.

## Во время раздробленности в Китае
На месте нынешнего Чунцина происходит война после распада ханьской империи, отражённая в романе «Троецарствие». В эпоху Троецарствия эти земли вошли в состав царства Шу. После того, как Шу было завоёвано царством Вэй, земли нынешнего Чунцина вошли в состав провинции Лянчжоу (梁州).
Позднее эти земли входили в состав государств Западная Цзинь, Ранняя Цинь, Сун, Лян и Северная Чжоу. В период кровавых сражений на центральных китайских равнинах люди бежали на окраины, что привело к быстрой китаизации территории современной провинции Сычуань. Расположенные на служившей транспортной артерией Янцзы земли современного Чунцина китаизировались прежде всего.

## Времена империй Суй, Тан и Сун
Суйский император Вэнь-ди построил укрепление в излучине реки Юйшуй, а контролируемую отсюда область назвал Юйчжоу (渝州). Именно оттуда идёт иероглиф «Юй», используемый для краткого обозначения Чунцина. Область существовала и после падения империи Суй при империях Тан и Сун.
В 1102 году император Хуэй-цзун переименовал область Юйчжоу в Гунчжоу (恭州). В 1189 году третий сын императора Сяо-цзуна стал начальником области Гунчжоу, получив титул «князь Гун» (恭王), и в том же году после отречения отца стал императором под именем Гуан-цзун. В честь этого Гунчжоу было поднято в статусе с «области»-чжоу до «управы»-фу; так как Гуан-цзуну в этом году пришлось дважды праздновать повышение в статусе (сначала до князя, а потом до императора), то он повелел переименовать Гунчжоу в Чунцинфу («управа двойного празднования»). Так появилось название «Чунцин».

## Монгольское нашествие
Уже осенью 1234 года Угэдэй отправил пробную экспедицию в Сычуань под командованием Тагай-гамбу. На курултае 1235 года Южный Китай был назван в числе прочих объектов дальнейшей экспансии.
В 1243 году южносунские власти назначили командовать обороной Сычуани Юй Биня. При нём важнейшие административные, экономические и военные структуры были сконцентрированы в Чунцинской управе. В Хэчжоу у горы Дяоюйшань была возведена крепость, преградившая монголам в 1258 году путь к Чунцину. В 1259 году во время осады крепости Дяоюй умер великий хан Мунке. Монголы были вынуждены уйти. Провинция Сычуань попала под власть монголов в результате падения императорской власти в столице.

## Империи Мин и Цин

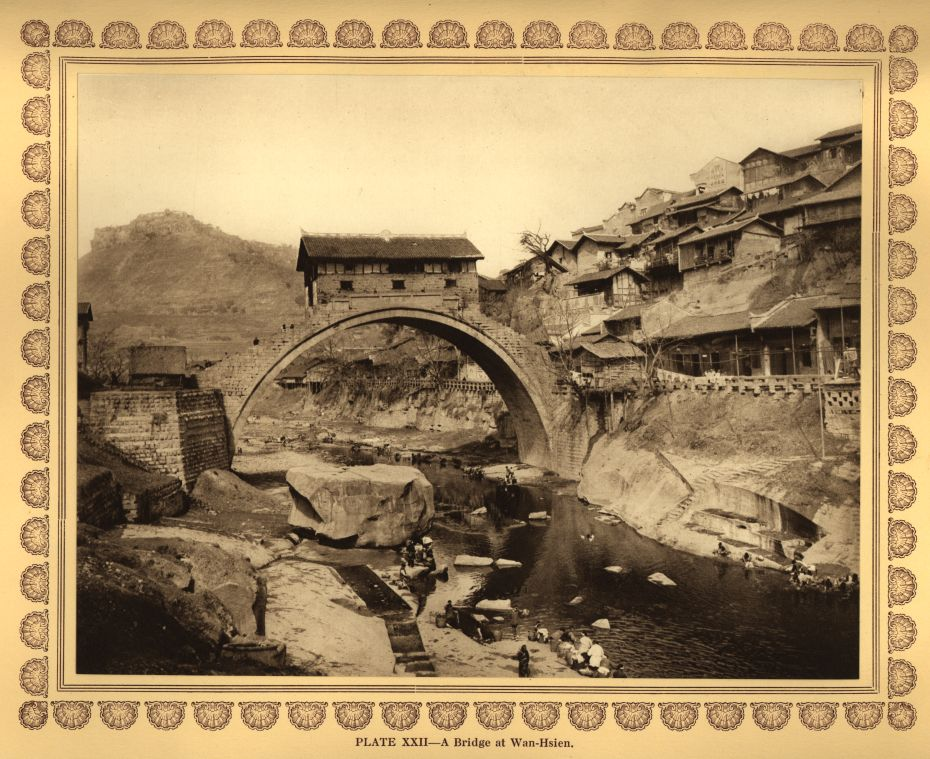
Старый каменный мост в Ваньсяне

Мин Юйчжэнь, завоевавший Сычуань в ходе Восстания Красных повязок, в 1363 году основал государство Великое Ся, разместив на этих землях его столицу. В 1371 году Ся было завоёвано Чжу Юаньчжаном, и эти земли вошли в состав империи Мин. После взятия Чунцина минскими войсками новые власти возвели там новые городские стены, в которых было 17 ворот — на 4 больше, чем в столице — однако 8 из этих ворот было невозможно открыть, в результате чего родилось выражение «8 открытых и 9 замурованных». В последующие 600 лет крупных изменений в городских укреплениях не производилось.
Во времена правления империи Мин Чунцинской управе подчинялось 3 области и 17 уездов. При империи Цин Чунцинская управа стала экономическим центром восточной Сычуани. В начале существования империи Цин именно здесь находилась резиденция губернатора Сычуани.
После поражений в Опиумных войнах Цинской империи пришлось подписать с западными державами неравные договоры. В соответствии с одним из них, с 1891 года Чунцин был открыт для иностранной торговли, а в его речном порту была учреждена таможня. В 1898 году до Чунцина по Янцзы впервые доплыл британский пароход.
В 1897 году Сун Юйжэнь начал издавать в Чунцине первую газету в провинции Сычуань — «Юйбао» («渝报», «Чунцинская газета»). В 1903 году Цзоу Жун опубликовал здесь книгу «Революционная армия».
Когда в 1905 году Сунь Ятсеном в Японии была основана революционная организация Тунмэнхой, в её деятельности приняли участие и два чунцинца. После возвращения в Чунцин ими было основано одно из девяти отделений Тунмэнхоя в Цинской империи. Когда в 1911 году после Хугуанского кризиса произошло Учанское восстание, местное отделение Тунмэнхоя подняло восстание в Чунцине. 22 ноября восставшие в Сычуани войска «нового строя» под командованием Ся Чжиши вошли в Чунцин, и 23 ноября 1911 года тунмэнхоевец Чжан Пэйцзюэ стал губернатором Чунцина, а Ся Чжиши — его заместителем.

## Период Китайской республики
В 1913 году провинция Сычуань была разделена на регионы-дао (道), которым в свою очередь подчинялись уезды. Чунцинская управа была ликвидирована, а вместо неё был создан Регион Чуаньдун (川东道), в который вошло 36 уездов; территория Чунцина попала в состав уезда Ба.
В 1921 году генерал-губернатор провинции Сычуань Лю Сян поставил управлять Чунцинским портом Ян Сэня. Границы в то время не были чётко установлены, и постепенно начальник порта стал подминать под себя город. В 1927 году начальник порта Пан Вэньхуа стал градоначальником, и объявил, что Чунцин простирается на 30 км вверх и вниз по реке, но не определил чётко границ города. В 1929 году было проведено разграничение между Чунцином и уездом Ба, и Чунцин был официально провозглашён городом, став городом провинциального подчинения 2-го ранга; мэром города стал Пан Вэньхуа. В 1936 году Чунцин стал городом провинциального подчинения 1-го ранга; в том же году ему были переданы земли уездов Тунцзы и Цзуньи из состава провинции Гуйчжоу.

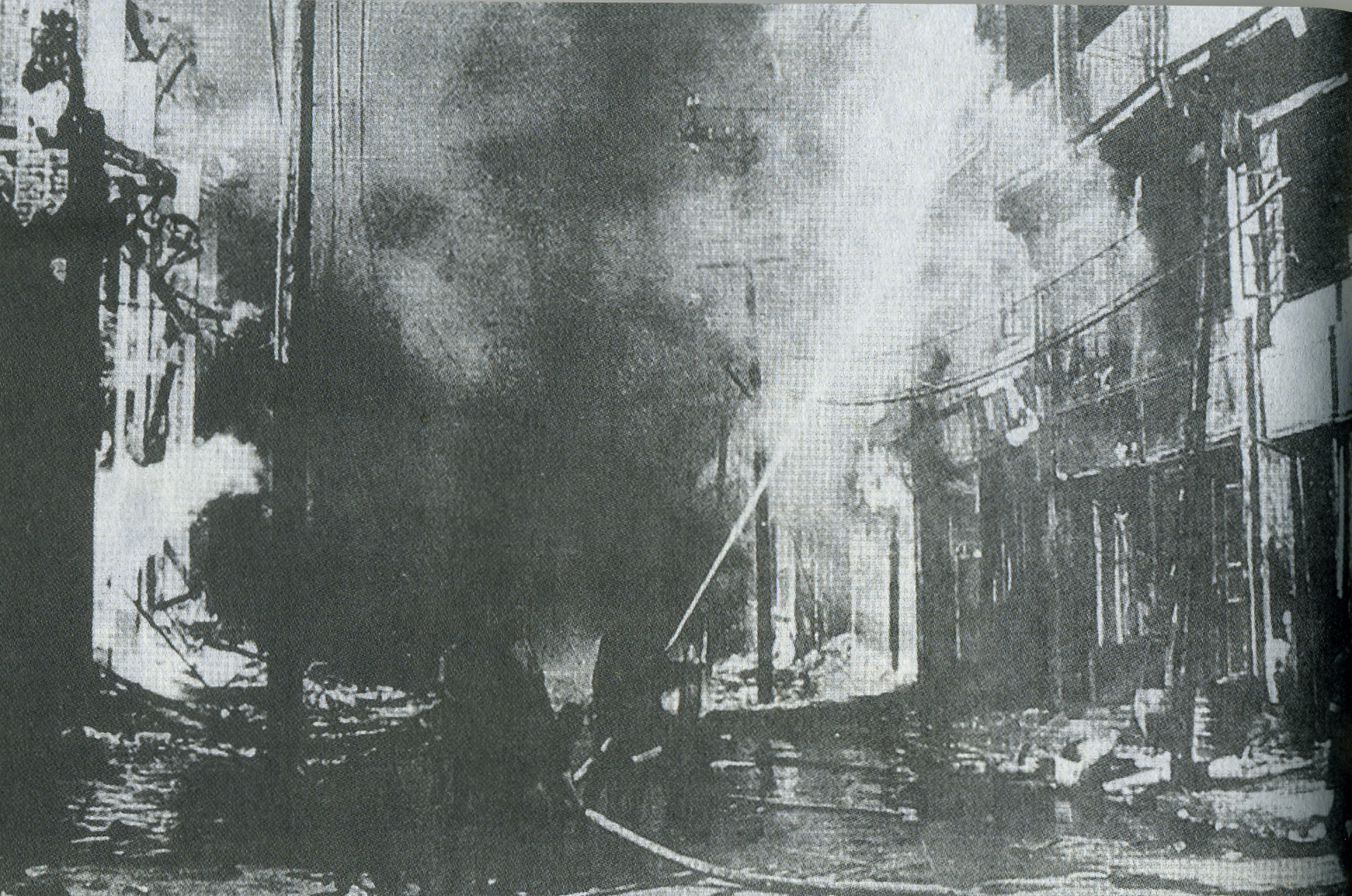
Чунцин во время японской бомбардировки

Из-за неудачного для Китая хода японо-китайской войны в 1939 году в Чунцин переехало правительство Китайской республики; Чунцин был поднят в статусе до города центрального подчинения 1-го ранга (подчиняясь теперь напрямую Исполнительному Юаню). В 1940 году Чунцин был объявлен временной столицей страны. Сюда прибыло огромное количество беженцев с нижнего течения Янцзы, переехали высшие учебные заведения из захваченных японцами крупных городов на востоке страны. Чтобы сломить волю китайцев к сопротивлению, японская авиация начала бомбардировки Чунцина, продолжавшиеся до 1943 года.
После капитуляции Японии в Чунцине при помощи американского посла Патрика Хёрли состоялись прямые переговоры между Чан Кайши и Мао Цзэдуном, завершившиеся подписанием соглашения «двойной десятки». Однако оно действовало недолго, и вскоре в стране разразилась полномасштабная гражданская война.
2 сентября 1949 года в Чунцине произошёл страшный пожар, длившийся 18 часов, в результате которого было уничтожено больше половины города и погибло около 10 тысяч человек; гоминьдановские власти обвинили коммунистов в поджоге города. Тем временем Гоминьдан явно проигрывал гражданскую войну. 13 октября 1949 года в Чунцин из Гуйлиня эвакуировалось гоминьдановское правительство, а 1 ноября Народно-освободительная армия Китая начала наступление на Чунцин. 28 ноября правительство Китайской республики покинуло Чунцин, а 30 ноября город перешёл в руки коммунистов.

## В составе Китайской Народной Республики
В 1952 году заработала Чэнду-Чунцинская железная дорога — первая железная дорога, построенная после основания КНР. В 1953 году к Чунцину был присоединён Бэйбэй. В 1954 году Чунцин лишился статуса города центрального подчинения и стал городом провинциального подчинения провинции Сычуань.
В 1964 году после инцидента в Тонкинском заливе в КНР начала реализовываться программа «третьего фронта» по перемещению промышленности из уязвимых восточных районов на запад страны. Четверть всех перемещаемых в рамках программы предприятий перебазировалась в Чунцин. В рамках выполнения этой программы были построены Сычуань-Гуйчжоуская и Сянъян-Чунцинская железные дороги.
В годы Культурной революции из-за большого количества промышленных предприятий в Чунцине оказалось много цзаофаней, беспорядки привели к большому количеству жертв.
В 1983 году был расформирован Округ Юнчуань провинции Сычуань, а входившие в него восемь уездов были переданы в состав Чунцина. В 1996 году под юрисдикцию Чунцина перешли территории расформированных округа Цяньцзян, а также городских округов Ваньсянь и Фулин. В 1997 году Чунцин был выведен из-под юрисдикции провинции Сычуань и вновь стал городом центрального подчинения.
В 2007 году секретарём чунцинского парткома стал Бо Силай, который принялся за активное очищение города от организованной преступности. В Китае заговорили о «Чунцинской модели». Однако в 2012 году после серии скандалов его карьера оборвалась.